# Magerictis
Magerictis is een geslacht van uitgestorven zoogdieren, verwant van de kleine panda (familie Ailuridae), met als enige soort Magerictis imperialenis (soms gespeld als Magerictis imperialis). Dit dier leefde tijdens het Midden-Mioceen in Europa.

## Beschrijving
Magerictics imperialenis was naar schatting iets kleiner dan de nauw verwante Parailurus en qua grootte vergelijkbaar met de huidige verwante Ailurus. Het verschilt van beide geslachten doordat de m2 volledig in een bekken lag met alle hoektanden, inclusief die van de trigonide, die zich aan de tandrand bevonden, wat impliceert dat protoconide en metaconide volgens Morlo & Peigne 2014 niet verbonden zijn.

## Fossiele vondsten
Magerictis werd in 1997 beschreven aan de hand van een gefossiliseerde kies daterend uit het Midden-Mioceen die werd gevonden in de provincie Madrid in Spanje.

## Taxonomie en evolutie
Magerictis wordt geplaatst in de onderfamilie Ailurinae, hoewel de verwantschap met andere geslachten en soorten in die onderfamilie nog onbekend is. Aangenomen wordt dat het waarschijnlijk is geëvolueerd uit een soort Amphictis.